# جيمس جي. رووي جونيور
جيمس جي. رووي جونيور (بالإنجليزية: James Gordon Rowe, Jr.)‏ هو مدرب خيول أمريكي، ولد في 16 يونيو 1889 في بروكلين في الولايات المتحدة، وتوفي في 21 أكتوبر 1931.